# جوني أوكونور
جوني أوكونور (بالإنجليزية: Johnny O'Connor)‏ هو لاعب كرة قاعدة أمريكي، ولد في 1 ديسمبر 1891 في Cahersiveen ‏ في جمهورية أيرلندا، وتوفي في 30 مايو 1982 في بونر سبرينغز في الولايات المتحدة.

## وصلات خارجية
- جوني أوكونور على موقعبيزبول رفرنس.كوم (الدوري الرئيسي) (الإنجليزية)